# Омега (РНС)
РНС «Омега» (англ. OMEGA navigation system) — наддовгохвильова різницево-дальномірна радіонавігаційна система (РДРНС) з часовою селекцією сигналів. OMEGA була першою радіонавігаційною системою глобального позиціонування, що забезпечувала кораблі і судна навігаційною інформацією в будь-якій точці Світового океану. Розроблена і вироблялася корпорацією Canadian Marconi Company, через що отримала заводське скорочене найменування CMA-740. Введена в експлуатацію у 1971 році і була вимкнена у 1997 році через широке використання GPS.

## Історія створення і експлуатації
На середину 1960-х років дальню радіонавігацію в морі забезпечували низькочастотні РНС DECCA і LORAN-C, а навігацію в ближній зоні — системи DME і VOR. Однак ВМС США виразно потребували системи глобального позиціонування, оскільки вони були в процесі впровадження супутникової навігаційної системи TRANSIT, інерціальна навігаційна система якої яка б мала періодично взаємодіяти з глобальною наземною системою дальньої навігації для її коригування. Тож у 1968 році почалася розробка фазової наддовгохвильової різницево-дальномірної РСН третього покоління «Омега». Проект підтримували США і ще шість країна. Спочатку планувалося глобальне покриття всіх океанів з точністю місцевизначення до чотирьох морських миль. Система призначалася для навігації стратегічних бомбардувальників, але пізніше стала використовуватися і підводними човнами.
«Омега» мала вісім берегових радіопередавачів, розташованих на відстані 5-6 тисяч миль один від одного. Станції працювали в діапазоні наднизьких частот (VLF) і в межах 10-секундного циклу випромінювали послідовно сигнали в діапазоні від 10 до 14 кГц (Хо = 30 000 м, fu = 10,2 кГц). Наземні станції були розташовані по всій земній кулі таким чином, щоб при дальності дії 10-12 тисяч кілометрів забезпечити визначення місця майже в будь-якій точці Землі вдень і вночі незалежно від метеоумов, практична точність місцевизначення склала близько 1 милі. Коли в 1971 році шість із восьми станцій були введені в експлуатацію, ними керувала Берегова охорона США (дві станції в Ла-Мур, Північна Дакота, та в Канеохі, острів Оаху, Гаваї) у партнерстві з Аргентиною, Норвегією, Ліберією та Францією (по одній станції). Японська та австралійська станції почали працювати через кілька років.
Передавачі РНС «Омега» використовували дуже великі антени для передачі на дуже низьких частотах. Це пояснюється тим, що довжина хвилі обернено пропорційна частоті (довжина хвилі в метрах = 299,792,458 / частота в герцах), а ефективність передавача сильно погіршується, якщо довжина антени коротша на 1/4 довжини хвилі. Деякі антени «Омеги» були найвищими конструкціями на континенті, де вони стояли чи стоять досі.
Під кінець терміну експлуатації, через близько двадцять шість років, РНС «Омега» використовувалася переважно в цивільних цілях. Через широке використання GPS 30 вересня 1997 року «Омега» була вимкнена. Деякі її вежі були потім зруйновані або демонтовані. Втім окремі використовуються досі, як-то передавач Ла-Мур для зв'язку з підводними човнами.

## Принцип дії і технічні характеристики

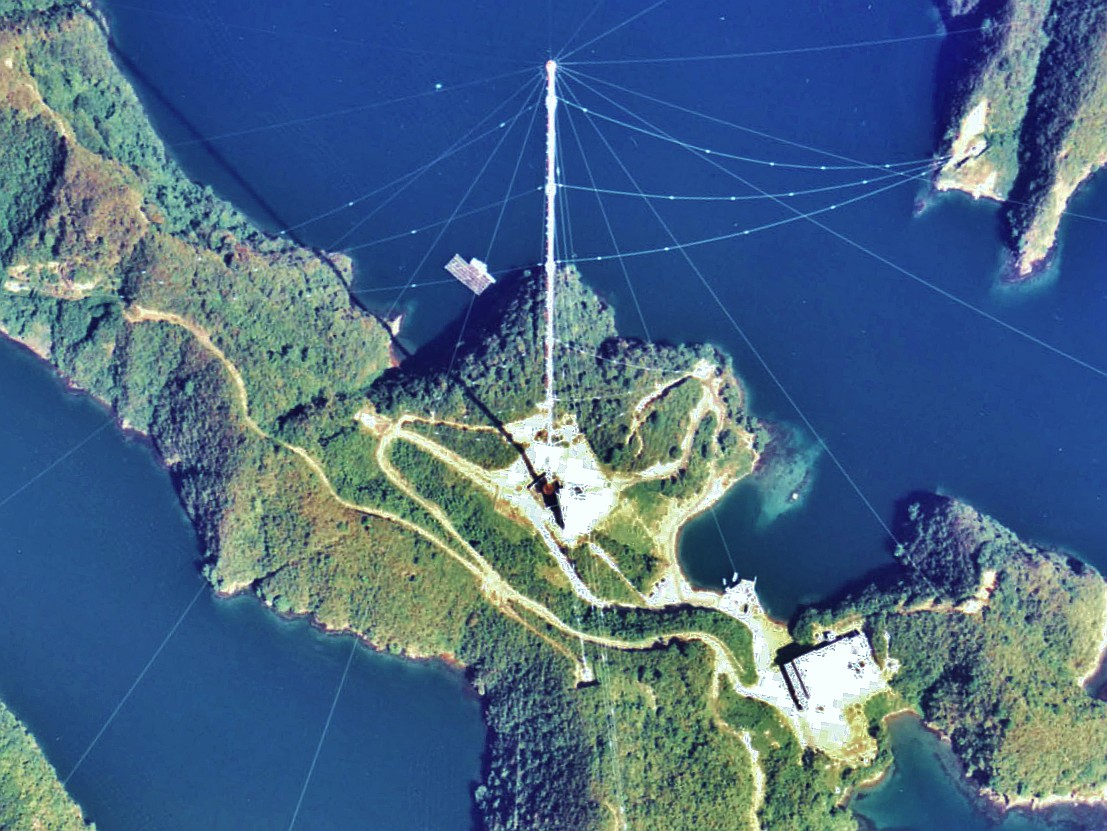
Щогла станції РНС Omega «Шуші-Ван» (Н) на острові Цусіма

РНС «Омега» складалася з 8 берегових навігаційних радіостанцій, розташованих на відстані 5000-6000 морських миль одна від одної, кожна з яких позначалася буквами від А до Н:
- A — станція Братланд; один передавач розташовувався на північно-західному узбережжі острів Норвегії, другий — на острові Альдра[en];
- B — станція Тринідад/Пейнсвілл; до 1976 року розташовувався на острові Тринідад, пізніше перенесена у Пейнсвілл[en], Ліберія;
- C — станція Канеохі на острові Оаху, Гаваї;
- D — станція Ла-Мур в Північній Дакоті, США;
- E — станція Шабріе на острові Реюньйон в Індійському океані;
- F — станція Трелью[en] поблизу Трелью, Аргентина;
- G — станція Вудсайд[en] неподалік Вудсайд[en], штат Вікторія, Австралія;
- H — станція Шуші-Ван на острові Цусіма, Японія.

Окрім робочих передавачів, у Фореспорті, штат Нью-Йорк, була споруджена передавальна вежа Фореспорт-тауер для перших випробувань системи. Розташування наземних станцій дозволяло в будь-якій точці Світового океану приймати сигнали чотирьох-п'яти станцій, які утворювали 6-10 пар. Причому завжди була можливість обрати з них три станції (які складуть відповідно три пари), лінії пеленгів від яких перетиналися під кутами 60-120°, що створювало сприятливі умови для визначення місця судна якомога точніше. Встановлена практична точність місцевизначення РНС «Омега» склала до 2,2 км (близько 1,4 милі).
Станції «Омеги» працювали в діапазоні міріаметрових хвиль, випромінюючи в межах 10-секундного циклу послідовно сигнали на частотах 10,2 кГц, 13,6 кГц, 11,33 кГц і на спеціальних частотах — fe, використовуваних для впізнання радіостанцій. Випромінювані передавальними станціями сигнали мали різну тривалість з однаковими паузами між ними, рівними 0,2 секунди. Режим роботи полягав в тому, що в один і той же момент часу на кожній частоті працював тільки один передавач. Вимірювання різниці фаз сигналів, що приймалися, здійснювалося на частоті 10,2 кГц. Відстань між точними доріжками на базі складала 8 миль. Решта частот слугували для усунення багатозначності фазових відліків шляхом створення фазових доріжок на різницевих частотах: 13,6-10,2 = 3,4 кГц та 11,33-10,2 = 1,13 кГц більшої ширини, що дорівнювало відповідно 24 і 72 милям.
В процесі експлуатації для підвищення точності місцевизначення був створений диференціальний різновид системи «Омега» — «МікроОмега». Її концепція полягала в тому, що в районі використання системи встановлювалосяться кілька контрольних пунктів з приймальноіндикаторною апаратурою та засобами радіозв'язку. При визначенні місця об'єкта у розрахунки, що видавав прийомоіндикатор вводилися не табличні дані, а фактичні поправки, одержувані від контрольного пункту. Це дозволило підвищити точність визначення місця втричі. В диференціальній «Омезі», контрольна станція і прийомоіндикатор об'єднувалися в замкнену швидкодіючу систему. Перетворення гіперболічних координат в географічні здійснювалося за допомогою спеціальної радіонавігаційної карти, ізолінії на яких, як і на декка-картах розрізнялися за кольором друку і позначеннями.